# ジョージア国のスポーツ
ジョージア国のスポーツでは、ジョージア国（旧：グルジア）におけるスポーツ事情について記述する。

## 歴史

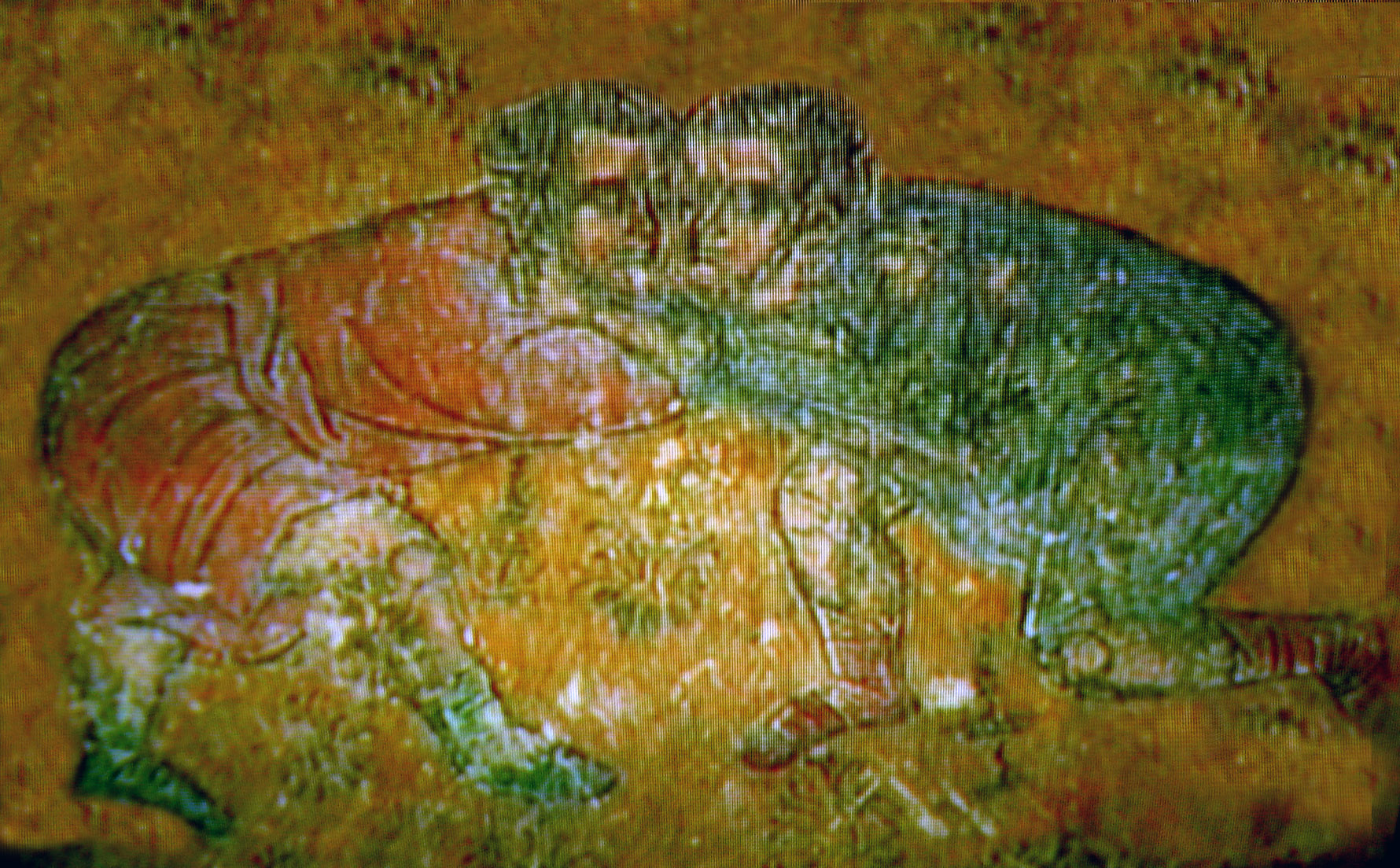
古代グルジア人のイコン芸術に描かれたレスリング

歴史的にみれば、ジョージアはその体育教育がことに有名であり、ローマ人たちは古代イベリア王国のトレーニング技術を見たのち、古代グルジア人たちの身体的資質に魅了されたことが知られている。また、たぐいまれな歴史的変動を経験しながら彼らは尚武の気風を有しつづけた。幾度も異民族支配を受けながらも、「チダオバ」と称される古式武術や民族舞踊など、独特の文化を保ちつづけてきたのである。
ジョージアで最も人気のあるスポーツといえばサッカー、バスケットボール、ラグビーユニオン、レスリング、柔道および重量挙げである。 19世紀のジョージア（当時、グルジア）で有名な他のスポーツは、馬を用いておこなうポロとジョージア伝統の球技、レロ・ブルティ（レロ）であったが、レロの競技者は次第にラグビーを行うようになっていった。

## オリンピック

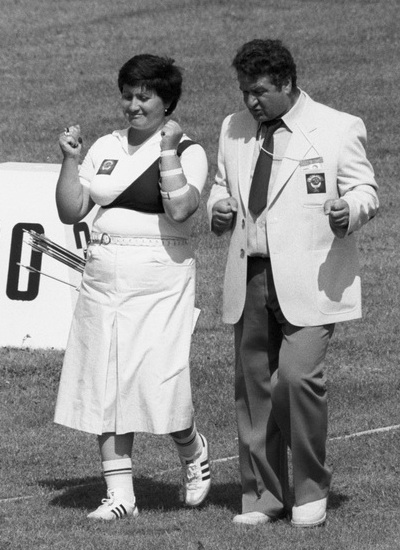
ロサベリゼ (左)

独立以後の夏季オリンピックでは、重量挙げ、ボクシング、射撃でメダルがある。女子選手では、1980年モスクワオリンピックのアーチェリーで金メダリストとなったケテヴァン・ロサベリゼが知られる。2004年のアテネ五輪でドイツ代表となったアンナ・ドゴナゼは、ジョージア系である。
ソビエト連邦の崩壊による社会の混乱はやはりスポーツ界にとっては大きな痛手であり、財政難もあって有望選手の国外流出に悩んでいる。ソ連ではスポーツ競技の一種とされたチェスでは、1962年から1978年まで17年間女子世界チャンピオンを維持したノナ・ガブリンダシヴィリ、その後1991年まで連続して女子チャンピオンとなったマイヤ・チェブルダニゼも、ジョージア系であった。

## フットボール

### サッカー

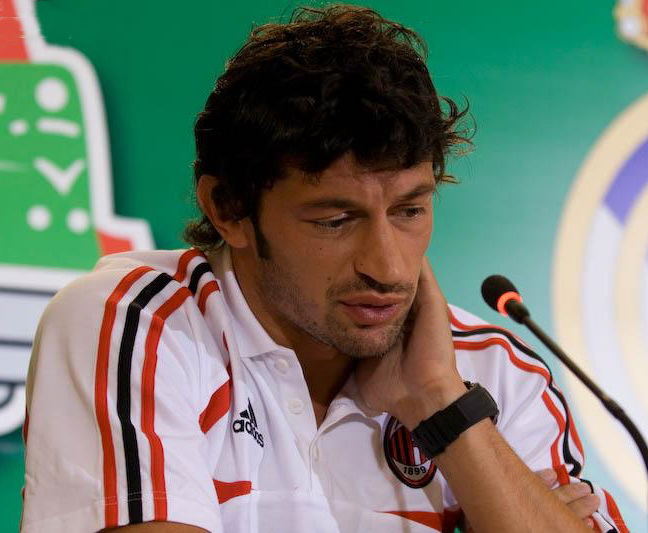
元ジョージア代表のカハ・カラーゼ

サッカー人気は世界標準であり、FIFAワールドカップの時期には老若男女がサッカー談義に花を咲かせ、何もなくても子どもたちは街角でサッカーに興じる光景をよく見かける。ソビエト連邦時代もジョージアを含むコーカサス地域はサッカーの盛んな土地柄として知られており、首都のトビリシに所在するFCディナモ・トビリシは実績、名声ともにジョージアを代表する伝統的なサッカークラブである。
2001年から約10年間ACミランで活躍したサッカー選手のカハ・カラーゼは2012年に引退したが、長らくジョージアの若者たちの憧れの的であった。近年では、2022年にSSCナポリへと移籍したフヴィチャ・クヴァラツヘリアが注目を集めている。

### ラグビー

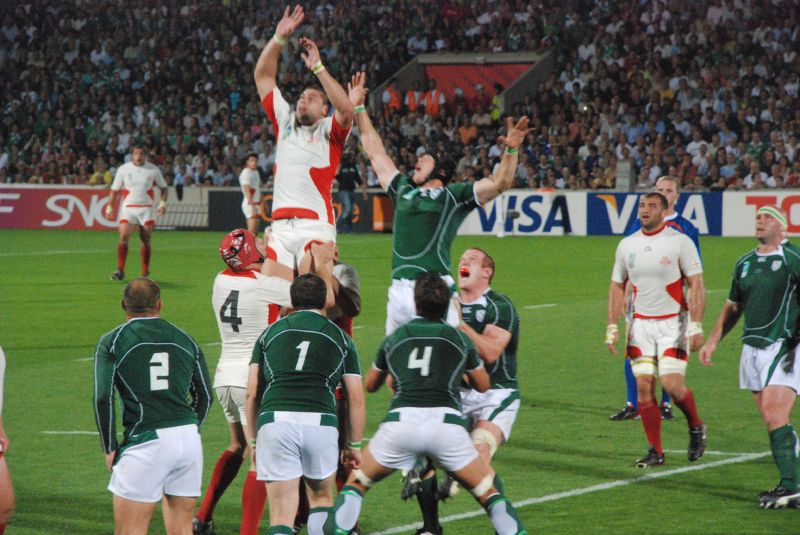
アイルランド対ジョージア（ラグビーワールドカップ2007）

ラグビーはジョージアでよく行われる、とても人気のある団体競技のうちの1つである。ラグビーは、ジョージアではサッカーに次いで人気のあるスポーツとみられている。

### レロ・ブルティ
レロ・ブルティ（あるいは単にレロ）は文字通り「フィールドの球技」であり、ジョージアの伝統的なスポーツである。ラグビーにとてもよく似ており、ジョージアにおけるラグビー人気もまた、これに起因している。2014年、レロ・ブルティはフリドリという伝統的な拳法とともに、ジョージア政府によって「無形文化財」として登録された。12世紀の中世グルジア王国の叙事詩『豹皮の騎士』には、レロ・ブルティに興じる人物が登場する。

## バスケットボール

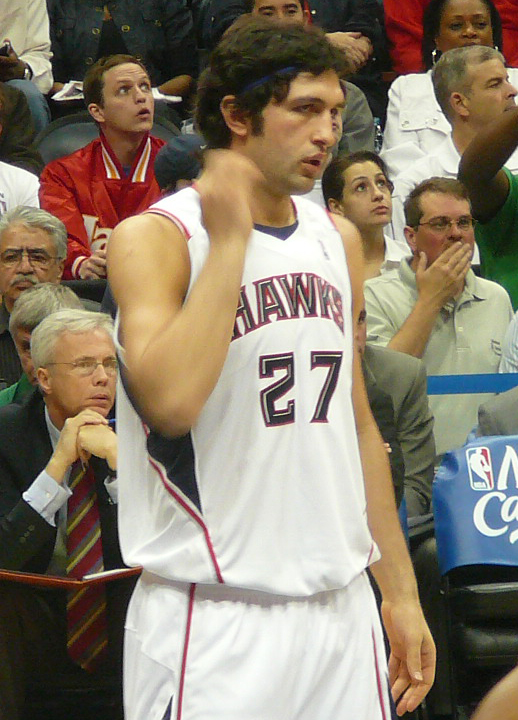
ザザ・パチュリア

ジョージアは決して大きな国とはいえないにもかかわらず、バスケットボールにおいては何人かの世界的なエリート選手、たとえばトルニケ・シェンゲリア、ウラジミール・ステパニア、ニコロス・ツキティシュビリ、そして最も注目される選手であるザザ・パチュリアらを生み出してきた。また、ジョージアの人びとはバスケットボールのナショナル・チームに対して、すばらしいブースター（サッカーでいうところの「サポーター」）ぶりを発揮してきた。ジョージア大統領時代のミヘイル・サアカシュヴィリは、ユーロバスケット2011の応援のためにリトアニアを訪れたが、他にもファン1,500名が同様に応援のため同地におもむいている。そして2023年ワールドカップで初出場を決めた。

## 格闘技
ジョージアでは、柔道やレスリング以外にもサンボ、少林寺拳法、空手、合気道など、格闘技・武術にかんする関心がたいへん高く、トビリシでは各種の道場が多数ひらかれている。

### レスリング
レスリングは、ジョージアにおいて歴史的にも現在もずっと重要なスポーツであり続けた。歴史家のなかにはレスリングのグレコローマンスタイルが多くのジョージ的（グルジア的）要素を組み込んでいると考える人もいる。1952年ヘルシンキオリンピックでソ連代表となった、フリースタイルのダヴィト・ツィマクリゼが初の金メダリストとなって以来、夏季オリンピックでは30名以上のレスリング選手が金メダルの栄冠に輝いている。ジョージア国内では、レスリングの最も普及したスタイルの1つはカヘティ・スタイルと呼ばれるものである。しかし、今日広く使用されていない他のスタイルもいくつかあり、例えば、ヘヴスレティ地域ではレスリングの3種の異なるスタイルを有している。

### フリドリ
フリドリは、ジョージア起源の5つの構成要素から成る折衷的・総合的な武術・格闘術である。それはkhardiorda（レスリング）、krivi（ボクシング）、p'arikaoba（フェンシング）、rkena（投げ技と受け身。これは、サンボと柔道から借用している）、そしてアーチェリーである。

### 柔道
ジョージアを含むコーカサス地方は、世界的に知られた格闘技王国で知られる。中でも1972年ミュンヘンオリンピックの柔道男子のソ連代表で93kg級で金メダルをとったショータ・チョチョシビリ、1992年バルセロナオリンピックで小川直也を破って金メダルを獲得したダヴィド・ハハレイシヴィリはともにジョージアの出身である。その後も2004年アテネオリンピックで90kg級男子のズラブ・ズビャダウリ、2008年北京オリンピックで90kg級男子のイラクリ・チレキゼ、2012年ロンドンオリンピックで66kg級のラシャ・シャフダトゥアシビリがオリンピックの柔道競技で金メダルを獲得しており、世界的にみてもジョージアは柔道強国の一画をなしている。

### 相撲
日本の国技である相撲にもジョージアの人びとが進出している。黒海太（レヴァン・ツァグリア）はアブハジアのスフミ生まれだが内戦によりジョージアに避難してきた経歴をもつ。四股名は故郷ジョージアが黒海に面していることにちなむ。史上初のヨーロッパ出身の関取として勇名をはせた。臥牙丸勝（ジュゲリ・ティムラズ）はトビリシ出身で小結まで、栃ノ心剛（レヴァニ・ゴルガゼ）はムツヘタ出身で大関まで進んだ実績をもつ。黒海と臥牙丸、栃ノ心のいずれも現在は引退している。

### 関連画像

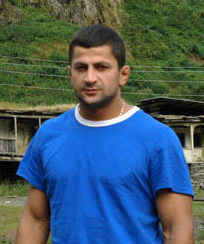
アテネ大会柔道金メダリストのズラブ・ズビャダウリ
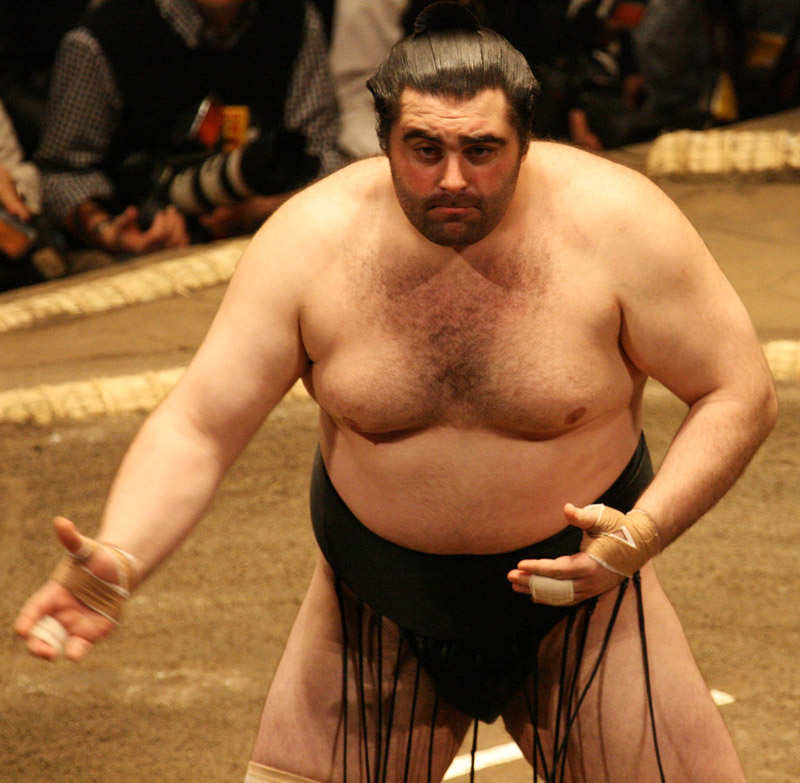
黒海太（2008年5月、両国国技館）
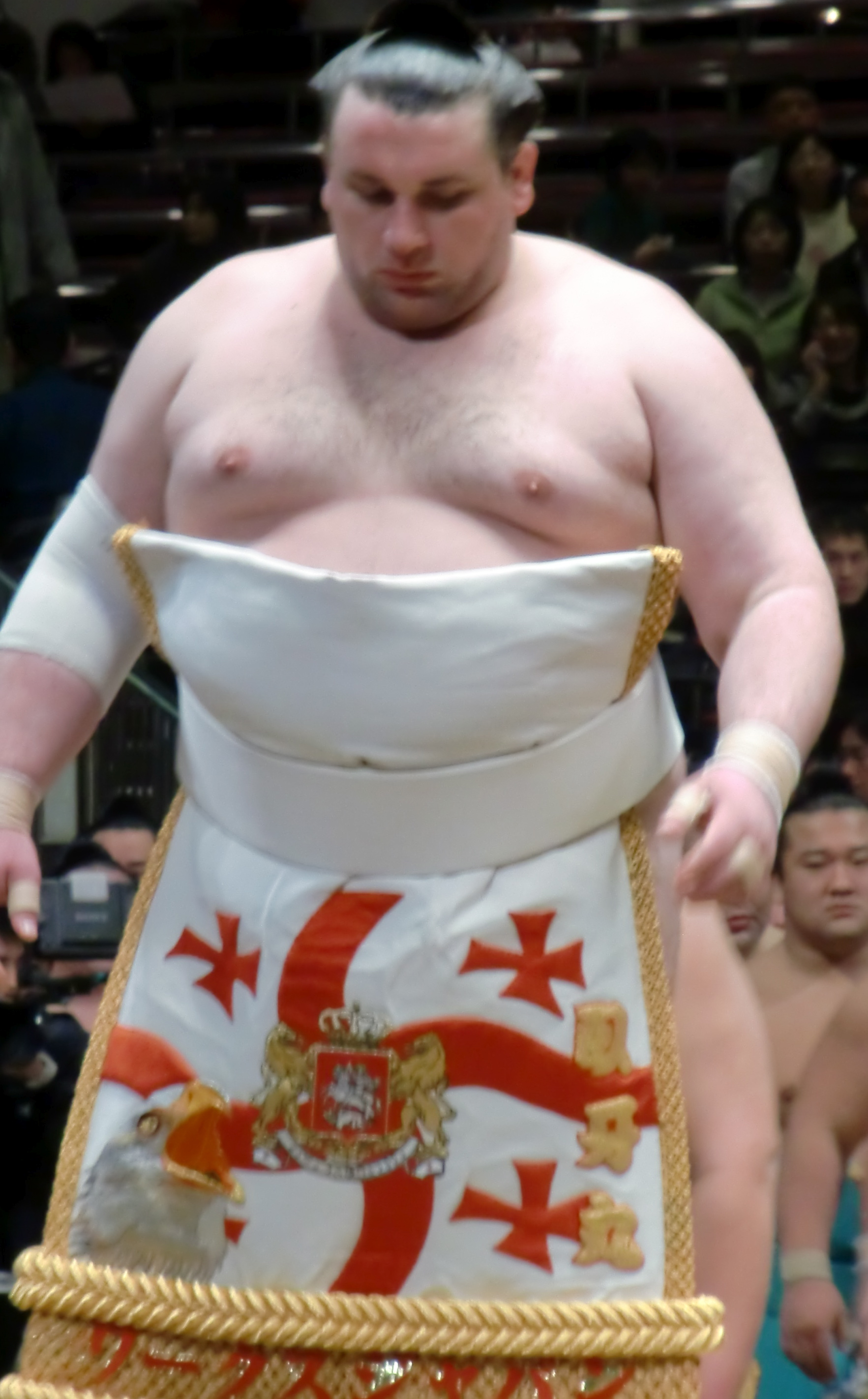
臥牙丸勝（2010年1月）
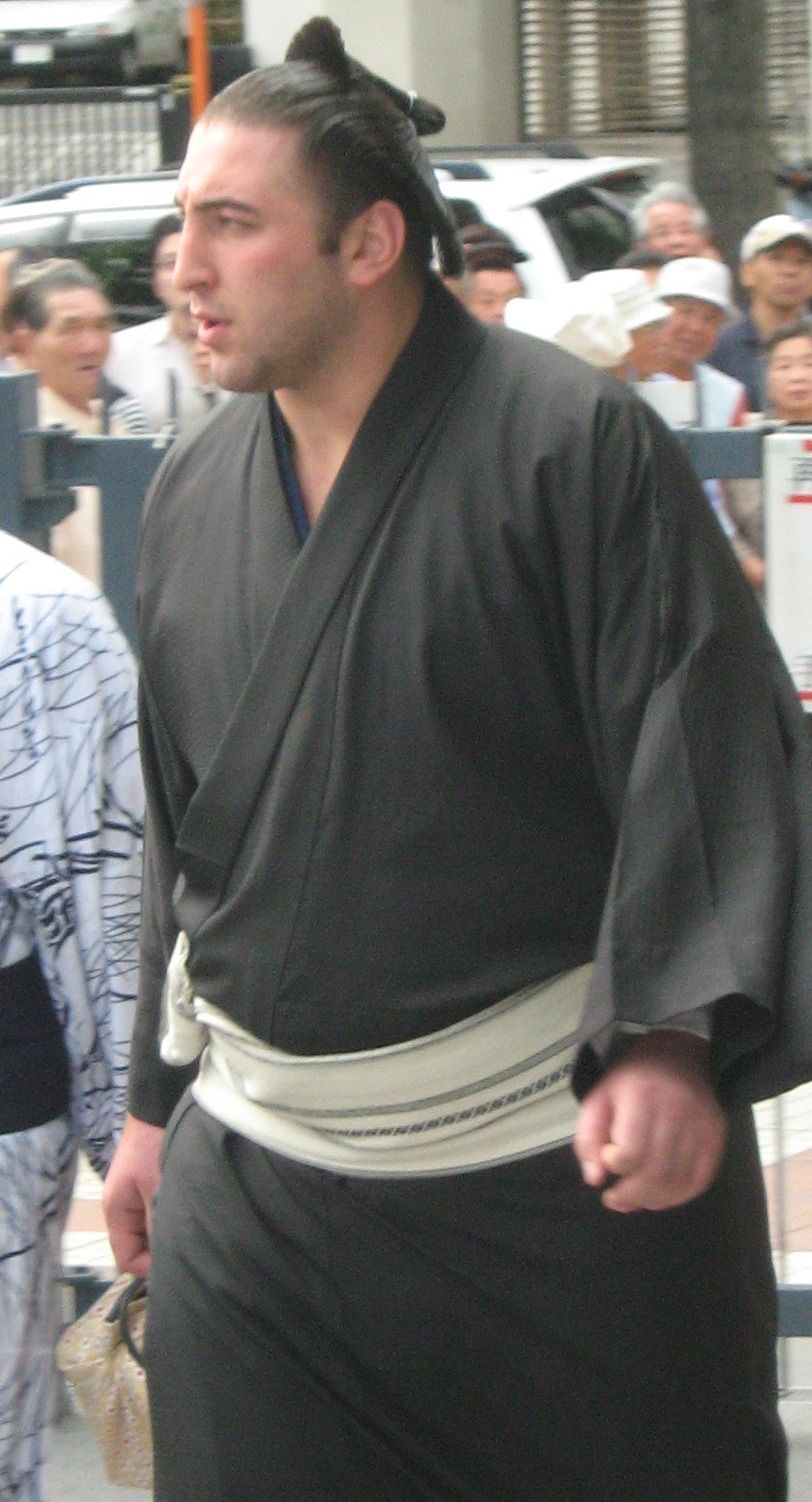
栃ノ心剛（2008年9月）

## 冬季競技

### スケート

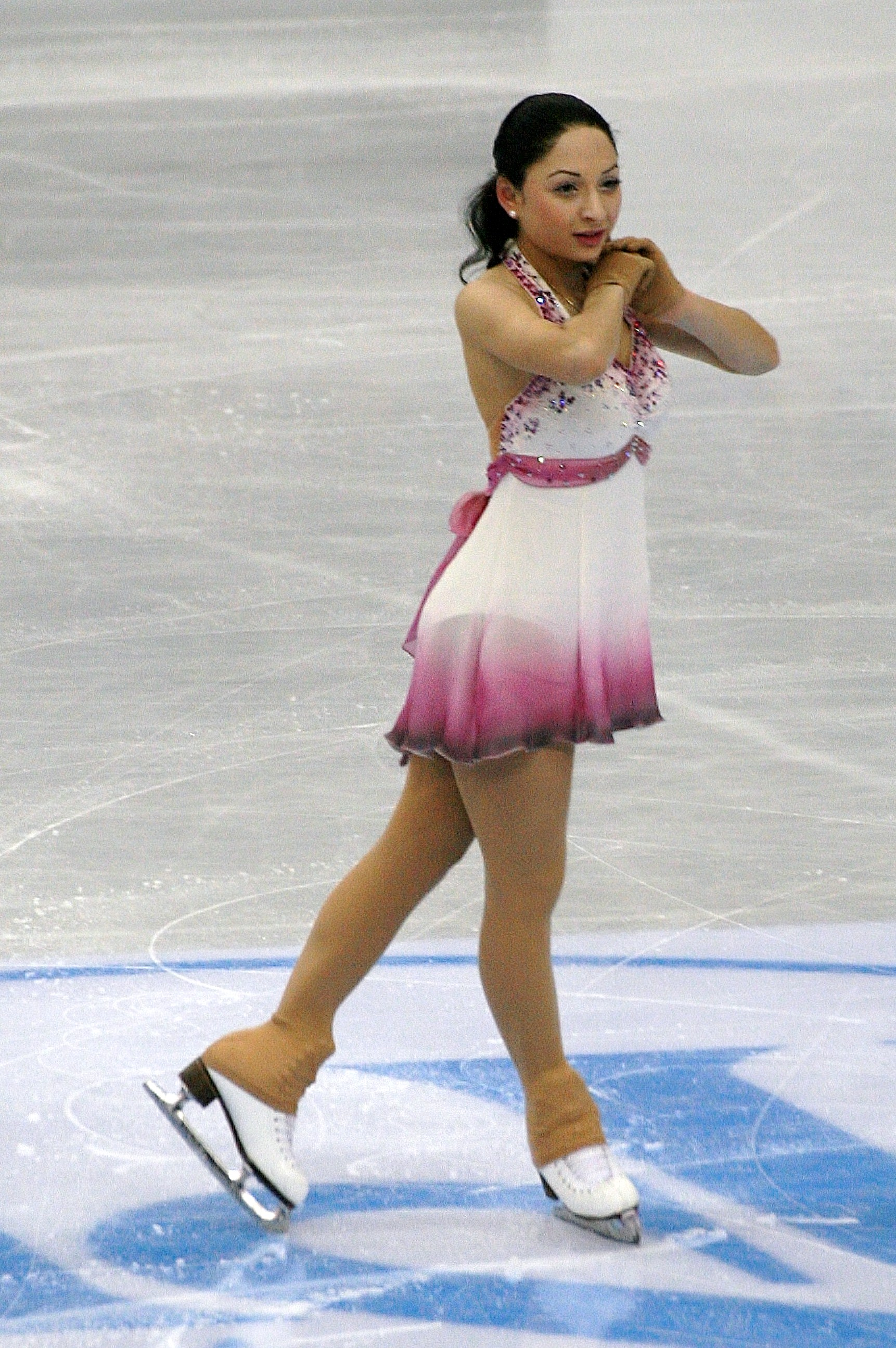
ゲデヴァニシヴィリ

2006年トリノオリンピック、2010年バンクーバーオリンピック、2014年ソチオリンピックのジョージア代表となったフィギュア・スケートのエレーネ・ゲデヴァニシヴィリが知られる。

### スキー
トビリシから約120キロメートル北のグルジア軍道沿線には、ソ連時代からスキーリゾートとして栄えたグダウリがある。2014年にロシア連邦で開かれた2014年ソチオリンピック開会当時、ジョージアとロシアは国交断絶状態にあったためボイコットをすべきという意見もあったが、政府も参加を決定し2014年ソチオリンピックのグルジア選手団として4名が参加した。うち、3名はアルペンスキー競技に出場した。

### リュージュ
ノダル・クマリタシビリは、2010年にカナダのバンクーバーで開かれた2010年バンクーバーオリンピックに先立つリュージュの練習中、致命的な事故に遭遇し帰らぬ人となった。冬季オリンピック中に命を落としたのは史上4人目で、18年ぶりのことであった。
開会式では、国際オリンピック委員会（IOC）のジャック・ロゲ会長によって式直前に21歳で亡くなったクマリタシビリに対し、式冒頭に「ノダルに捧げる」として献辞がなされた。

## モータースポーツ
コーカサス地方唯一のサーキットがジョージアにある。それがルスタビ国際モーターパークであり、ソ連時代の1978年に建てられたが2,000万ドルの費用を費やして再建し、2012年に再オープンを果たした。トラックは国際自動車連盟（FIA）の「グレード2」の要件を満たし、現在はレジェンド・カー・レーシングシリーズとフォーミュラ・アルファ大会を開催している。